# Selvinkriminering
Selvinkriminering er et juridisk begreb, som betegner det, at en person, som er sigtet for en lovovertrædelse, ikke har pligt til at fremkomme med oplysninger, der belaster den sigtede.
En beskyttelse mod selvinkriminering følger af retssikkerhedsloven § 10, jf. FOU nr 2018.30; som også kaldes tvangsindgrebsloven, jf. FOU nr 2015.13.
I en undersøgelse af Panama-papirerne udtalte Folketingets Ombudsmand, at forbuddet mod selvinkriminering ikke blev overholdt.
Den Europæiske Menneskerettighedsdomstol har indfortolket et forbud mod selvinkriminering i EMRK artikel 6, stk. 1 og 2.

## Etymologi
Selvinkrimineringsforbuddet kommer af den latinske sætning: Nemo tenetur se ipsum accusare, der betyder, at ingen er forpligtet til at anklage sig selv. Begrebet selvinkrimineringsforbud modsvares af det engelske begreb om den anholdte persons ret til at tie.